# Pierre Veys
Pour les articles homonymes, voir Veys.
Pierre Veys, né le 7 avril 1959 à Cambrai, est un scénariste français de bandes dessinées, auteur de pièces de théâtre.

## Biographie
Pierre Veys fait des études en biologie mais arrête cette voie pour se consacrer à l'écriture. Il a commencé sa carrière professionnelle en écrivant des sketches pour des humoristes. Il collabore avec Jean-Marie Bigard et pour France 3 avec Philippe Bouvard et La Classe où il a figuré comme acteur.
Il écrit des scénarios pour Fluide glacial et Spirou. Il rencontre le dessinateur Nicolas Barral avec qui il crée les séries parodiques Baker Street en 1999 et Les Aventures de Philip et Francis en 2005. Au fil du temps, il se spécialise dans les parodies, avec notamment les séries Harry & Compagnie, Harry Cover, Hercule Potiron ou Malgret. 
Il a écrit les scénarios de plusieurs albums de Boule et Bill et de deux albums d'Achille Talon.

## Séries de bandes dessinées
- Baker Street, avec Nicolas Barral, Delcourt, coll. « Humour de rire » :

1. Sherlock Holmes n'a peur de rien, 1999. Trois récits publiés dans Spirou en 1997 et 1998.
2. Sherlock Holmes et le Club des sports dangereux, 2001.
3. Sherlock Holmes et les Hommes du Camellia, 2002.
4. Sherlock Holmes et l'Ombre du M, 2003.
5. Le cheval qui murmurait à l'oreille de Sherlock Holmes, 2008.

- Space Mounties, avec Guilhem, Le Lombard :

1. Les Mondes stochastiques, 2001[6].
2. Le Vieil Homme et l'Espace, 2003.
3. Pour une poignée de dollars canadiens, 2004.

- Le Maître détective t. 1 : Les Mystères de  Floddenwol, avec Weissengel, Delcourt, coll. « Conquistador », 2002  (ISBN 2-84055-760-6).
- Igor et les Monstres, avec Frantz Duchazeau, Dargaud :

1. La Menace Frankenstein, 2002.
2. Le Chirurgien des Baskerville, 2003.
3. L'homme qui murmurait à l'oreille des monstres, 2004[7].

- Les Avatars, avec Bruno Bazile, Dargaud :

1. Des champs de fraises pour toujours, 2002[8].
2. La Balade de John, 2003[9].
3. Thames Machine (La Machine à remonter la Tamise), 2004[10],[11].

- Arthur et Merlin, avec Bruno Bazile, Soleil :

1. Kid Arthur, 2004.
2. Les Armées du passé, 2005.

- Les Aventures de Philip et Francis, avec Nicolas Barral, Dargaud :

1. Menaces sur l'Empire, 2005[2].
2. Le Piège machiavélique, 2011.
3. S.O.S. Météo, 2014.

- Harry Cover, avec Baka, Delcourt :

1. L'Ensorcelante Parodie, 2005[12].
2. Les Mangeurs d'Anglais, 2007.
3. Il faut sauver le sorcier Cover, 2008.
4. Les Monstres du Labyrinthe, 2010.

- Harry & Compagnie, avec Alex Lopez, Delcourt Jeunesse :

1. L'école, c'est pas sorcier, 2006.
2. Attention, sorcier débutant !, 2006.

- Porto Farneze : L'Homme de Hong Kong, Robert Laffont, 2007  (ISBN 978-2-221-10705-8). Album interdit à la vente[13].
- Malgret, avec Christophe Alvès, Robert Laffont :

1. Malgret et l'affaire Saint-Pouacre, 2007[5].
2. Malgret à Monaco, 2008[14].

- Achille Talon, avec Moski, Dargaud :

1. Achille Talon crève l'écran, 2007  (ISBN 978-2-205-06036-2).
2. Achille Talon n'arrête pas le progrès, 2009  (ISBN 978-2-205-05202-2).

- Hercule Potiron, avec Giancarlo Caracuzzo, Delcourt, coll. « Humour de rire » :

1. La Meilleure Façon de mourir, 2008[4].
2. Hollywood, 2009[4].

- Bienvenue chez les Ch'tis (d'après le film homonyme de Dany Boon), avec Frédéric Coicault, Delcourt, coll. « Solidarité », 2008[15].
- Adamson, avec Carlos Puerta, Robert Laffont, coll. « Laffont BD » :

1. Opération Spitsberg, 2009.
2. Dans l'œil du cauchemar, 2009.
3. Über Alles, 2011.

- Boule et Bill, avec Laurent Verron et divers scénaristes, dont Chric, Dargaud :

1. Quel cirque !, 2003.
2. La Bande à Bill, 2005.
3. Graine de cocker, 2007.
4. Mon meilleur ami, 2009.
5. À l'abordage !!, 2011.
6. Un amour de cocker, 2013[16].
7. Roule ma poule, 2014[17].
8. Flair de cocker, 2015  (ISBN 978-2-505-06212-7).

- L'Escadrille des Têtes Brûlées, avec Vincent Jagerschmidt et Jean-Michel Arroyo, Zéphyr Éditions :

1. Un nommé Boyington, 2010.
2. Black-Sheep à la rescousse, 2011.
3. La Mort selon Boyington, 2012.
4. Corsair contre Zéro, 2014.
5. Vella Lavella, 2015.

- Rien à déclarer (d'après le film de Dany Boon), avec Rudo et Éric Derian, Delcourt, coll. « Solidarité », 2011  (ISBN 978-2-7560-2619-0).
- GIGN t. 1 : Mission Zéro !, avec Frédéric Coicault, Zéphyr Éditions, 2011  (ISBN 978-2-361-18017-1).
- Airport t. 1 1 Vol au-dessus d'un nid de gaffeurs, avec Jytéry, Zéphyr Éditions, 2011  (ISBN 978-2-361-18014-0).
- Le Fayot, avec Arnaud Toulon, Delcourt Jeunesse :

1. Moi M'sieur ! Moi M'sieur !, 2011.
2. C'est pas lui ! C'est moi !, 2014.
3. Vive la rentrée !, 2014.

- Même pas peeeur... t. 4, avec Dominique Mainguy, Joker, 2012  (ISBN 978-2-87265-508-3).
- Les Mini-Stars, avec Frédéric Coicault, Zéphyr Éditions, coll. « Stratégie Sent » :

1. Le Temps des culottes courtes, 2012.
2. Bienvenue chez les p'tits, 2012.

- Baron Rouge, avec Carlos Puerta, Zéphyr Éditions :

1. Le Bal des Mitrailleuses, 2012.
2. Pluie de Sang, 2013.
3. Donjons et Dragons, 2015.

- Supercondriaque (d'après le film de Dany Boon), avec Geoffroy Rudowski, Delcourt, coll. « Solidarité », 2014  (ISBN 978-2-7560-5415-5).
- Jarno t. 1 : Planète hostile, avec Hotsnow, Zéphyr Éditions, 2014  (ISBN 978-2-361-18158-1).
- Les Chevaliers du Fiel t. 1 : Les Chevaliers du Fiel en liberté (d'après l'émission radio d'Eric Carrière et Francis Ginibre), avec Frédéric Coicault, Le Cherche Midi, 2015.
- Les As du Pacifique, avec Alberto Lingua, Zéphyr Éditions :

1. Le Jugement des Salomon, 2019  (ISBN 978-2-361-18256-4).

- Les Grosses Têtes (d'après l'émission radio de RTL), avec Frédéric Coicault, Michel Laffon :

1. Ils ne respectent plus rien !, 2020  (ISBN 978-2-7499-3890-5).